# Västrabokyrkan
Västrabokyrkan är en kyrkobyggnad i Växjö stift. Den är församlingskyrka i Växjö stads- och domkyrkoförsamling och samarbetskyrka med EFS i Växjö. I april 2023 meddelades att kyrkan ska tas ur bruk som en religiös lokal och avkristnas genom en ceremoni senare under 2023. EFS kommer att flytta till Högstorps kyrka.

## Kyrkobyggnaden
Västrabokyrkan är belägen på Arabygatan 44 på Väster i Växjö. Kyrkan är ritad av arkitekt Bent Jörgen Jörgensen och är uppförd av rött fasadtegel. Gaveln intill entrén har ett vitputsat mittfält med ett stort kristusmonogram. I kyrkorummet finns en stor glasvägg ritad av konstnären Sven Sahlgren. 
Koret är avskilt och format som en scen. Klockstapeln är uppförd i vitmålad betong. Kyrkan är sammanbyggd med en församlingshemsdel med lokaler för olika kyrkliga verksamheter. Kyrkan invigdes den 28 oktober 1956 av biskop Elis Malmeström.

## Inventarier[2]
- Altare i bordsform.
- Altarskrank av trä.
- Altarskåp med träsniderier utförda av konstnären Erik Sand.
- Predikstol
- Dopfunt i trä.
- Öppen bänkinredning.
- Orgelläktare med reliefer utförda av konstnären Gunnar Torhamn.

### Orgel
- Den nuvarande orgeln är byggd 1957 av Paul Ott, Göttingen, Tyskland. Orgeln är mekanisk.[3]

| Manual I      | Manual II      | Pedal         | Koppel |
| Gedackt 8´    | Quintaden 8´   | Quintaden 16´ | I/P    |
| Blockflöte 4´ | Rohrflöte 4´   | Waldflöjt 2´  | II/P   |
| Principal 2´  | Quinter 1 1/3´ |               | II/I   |
| Mixtur 3-4 f  | Regal 8'       |               |        |

#### Kororgel
- 1958 köptes en mekanisk orgel in från Stockholms konserthus, den var byggd av Einar Berg, Stockholm. 1968 såldes orgeln till Tegnérkapellet, Växjö.[3]

| Manual       |
| Gedackt 8’   |
| Principal 4’ |
| Oktava 2’    |
| Täckflöjt 2' |

## Bildgalleri

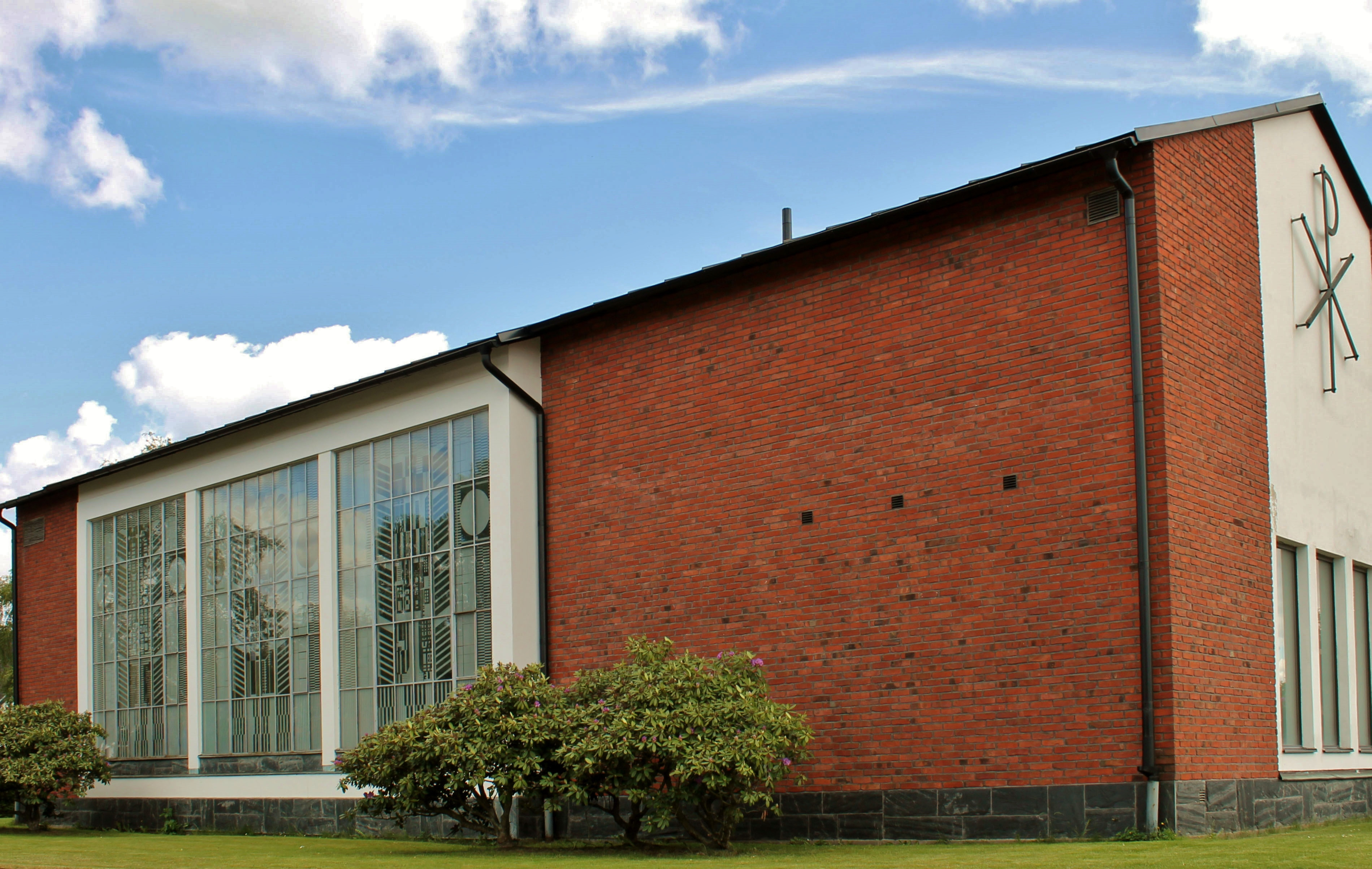
Exteriör från nordväst
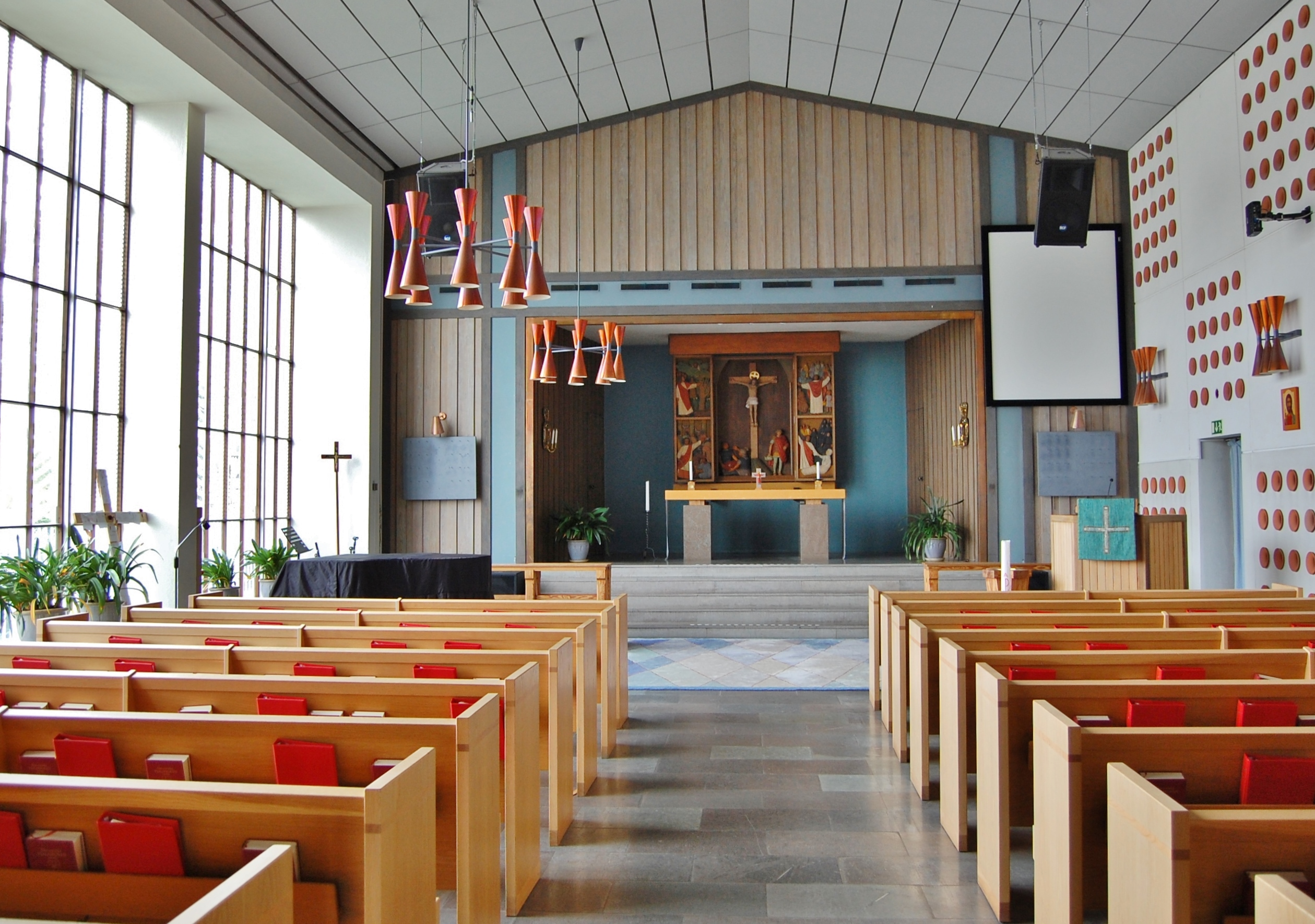
Kyrkorummet
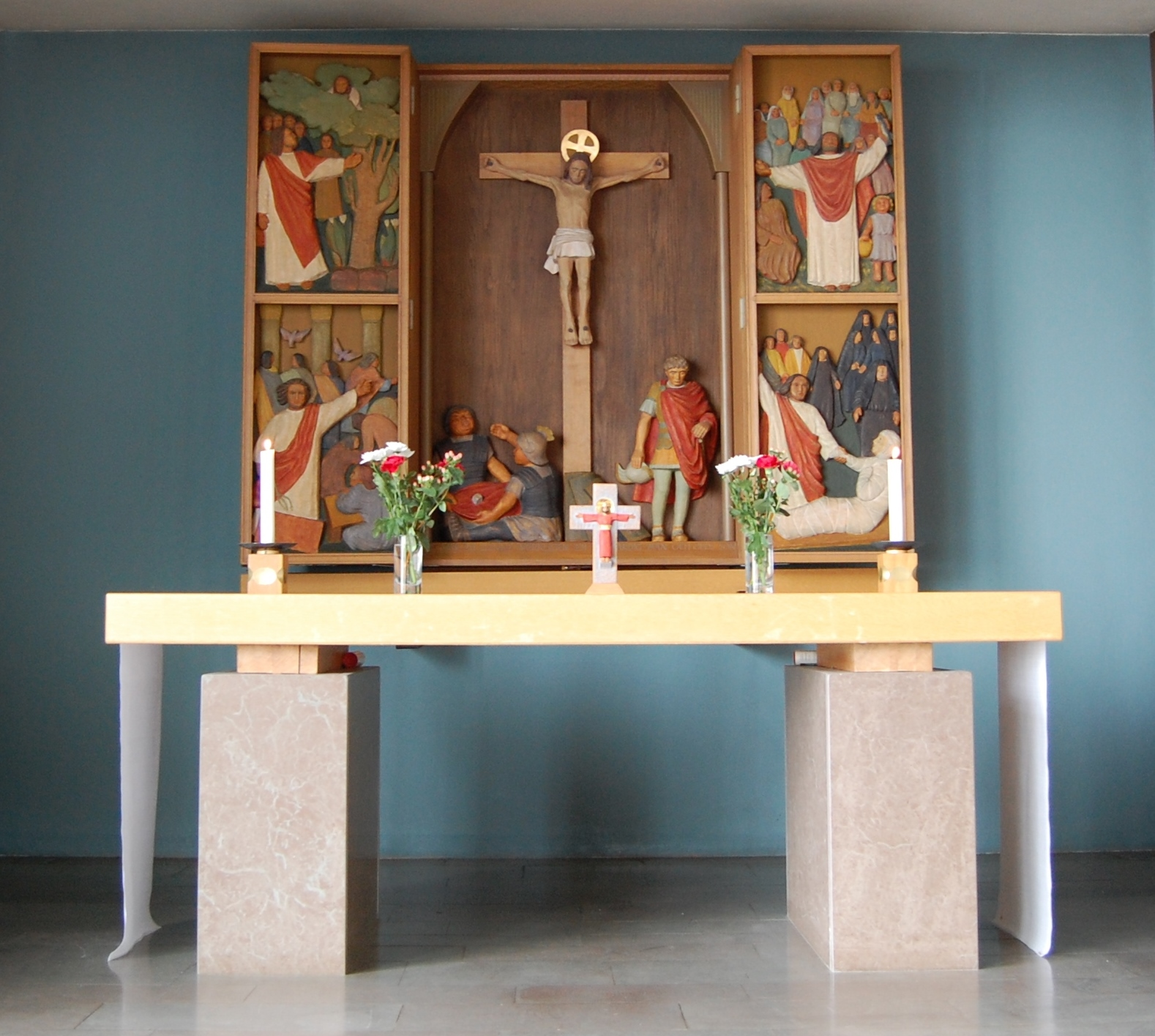
Altare
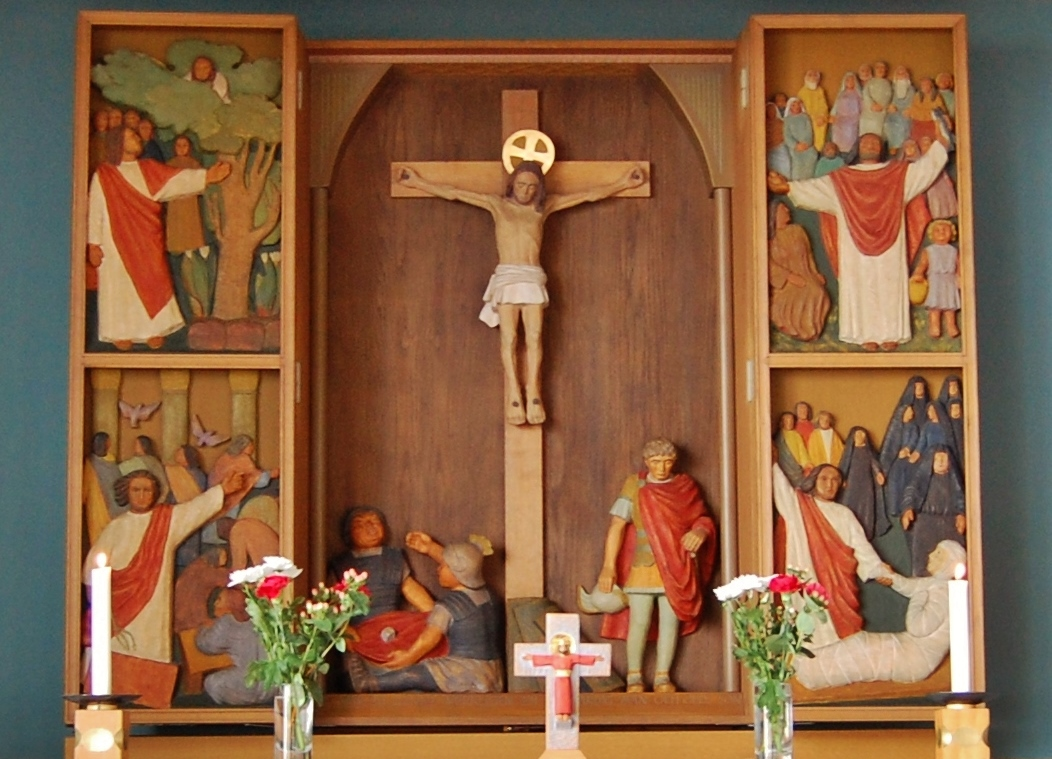
Altarskåp utfört av Erik Sand.
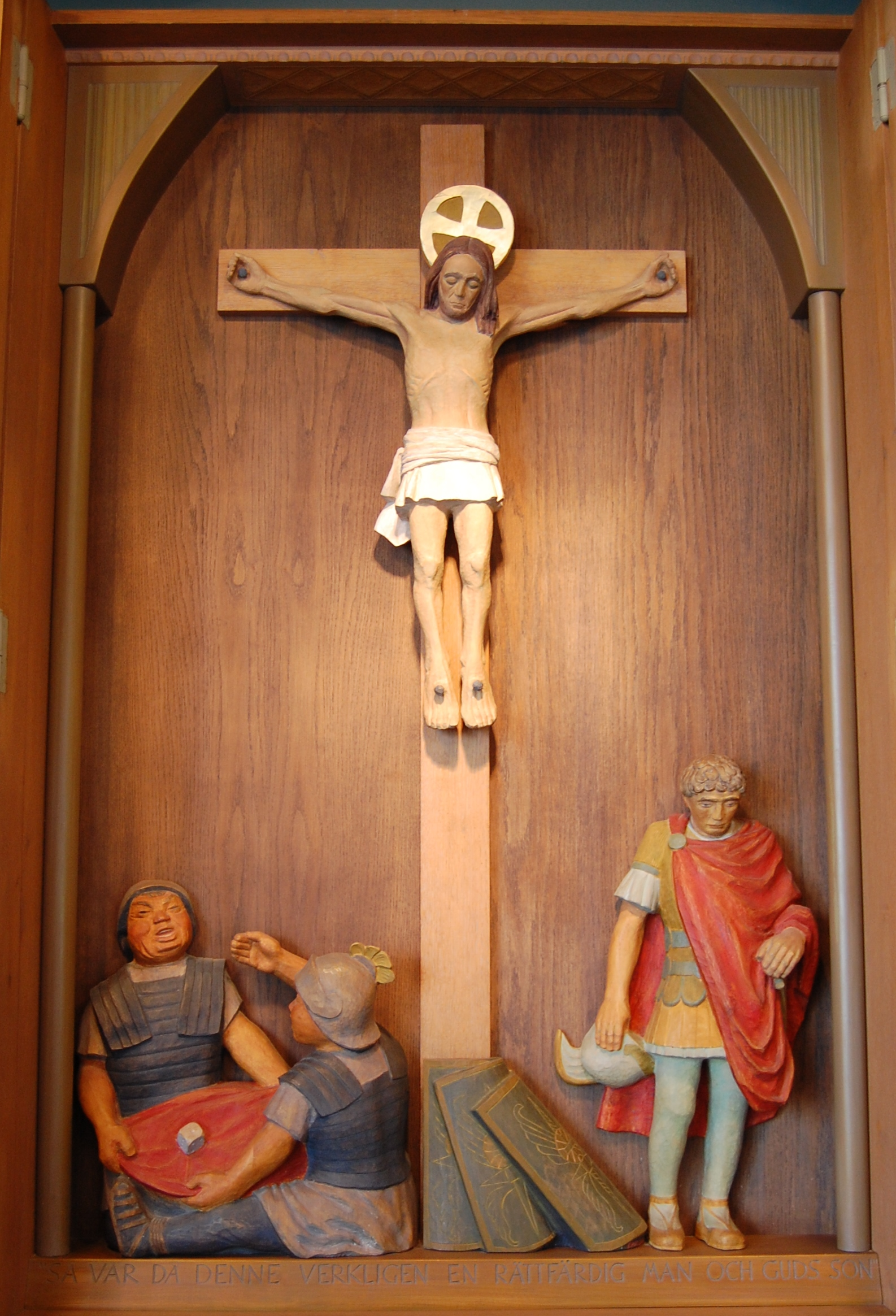
Mittbild
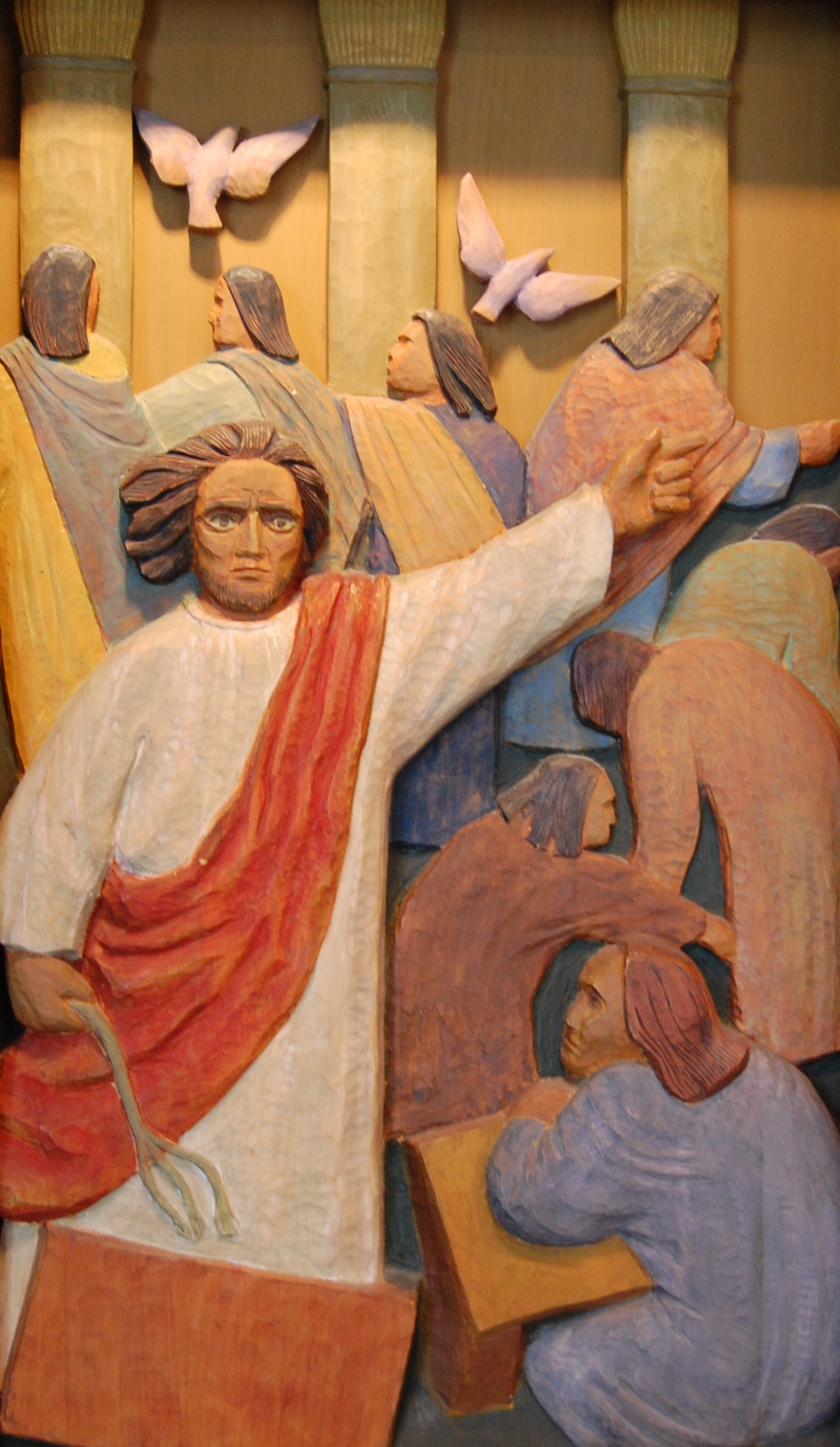
Detalj
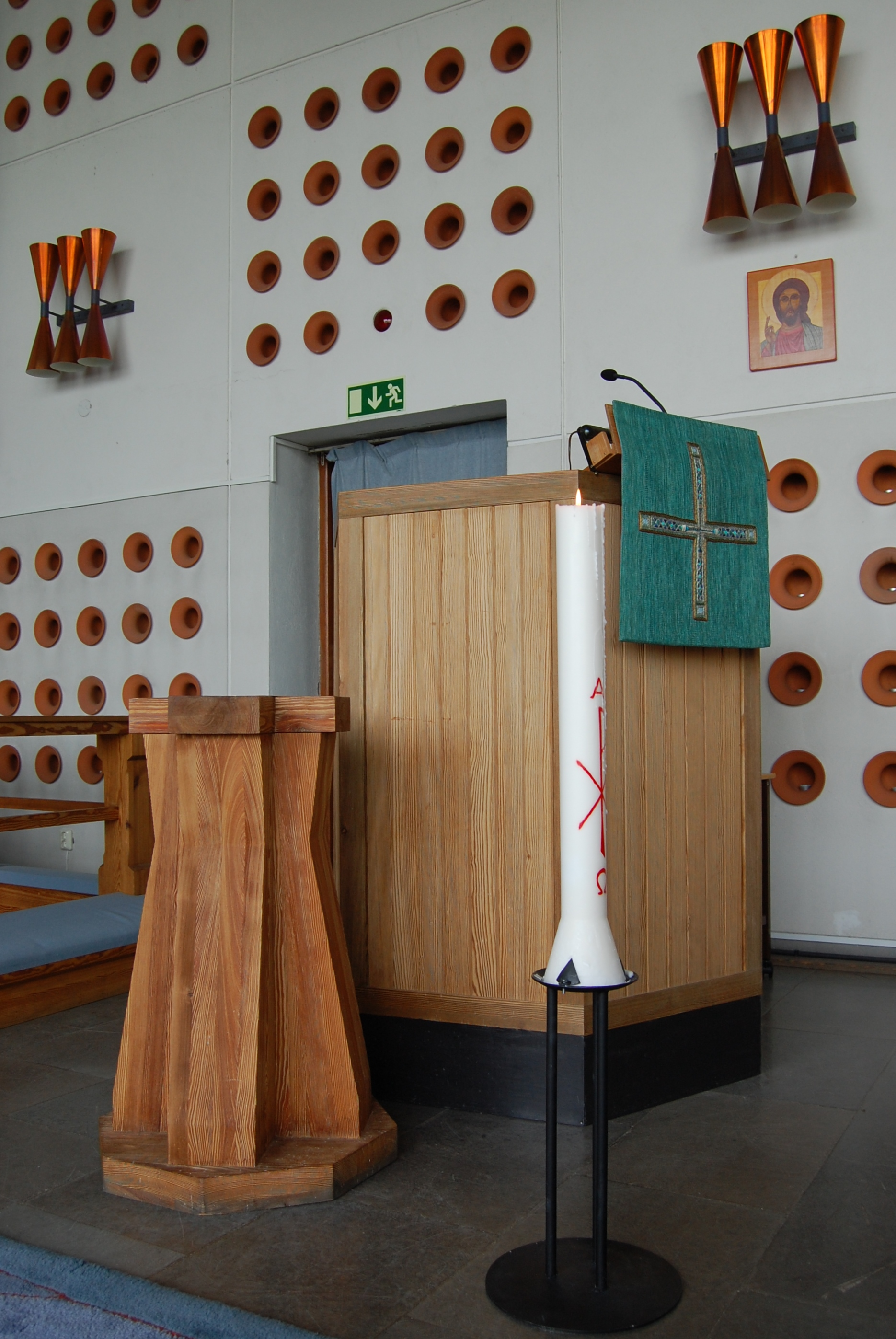
Predikstolen och dopfunten.
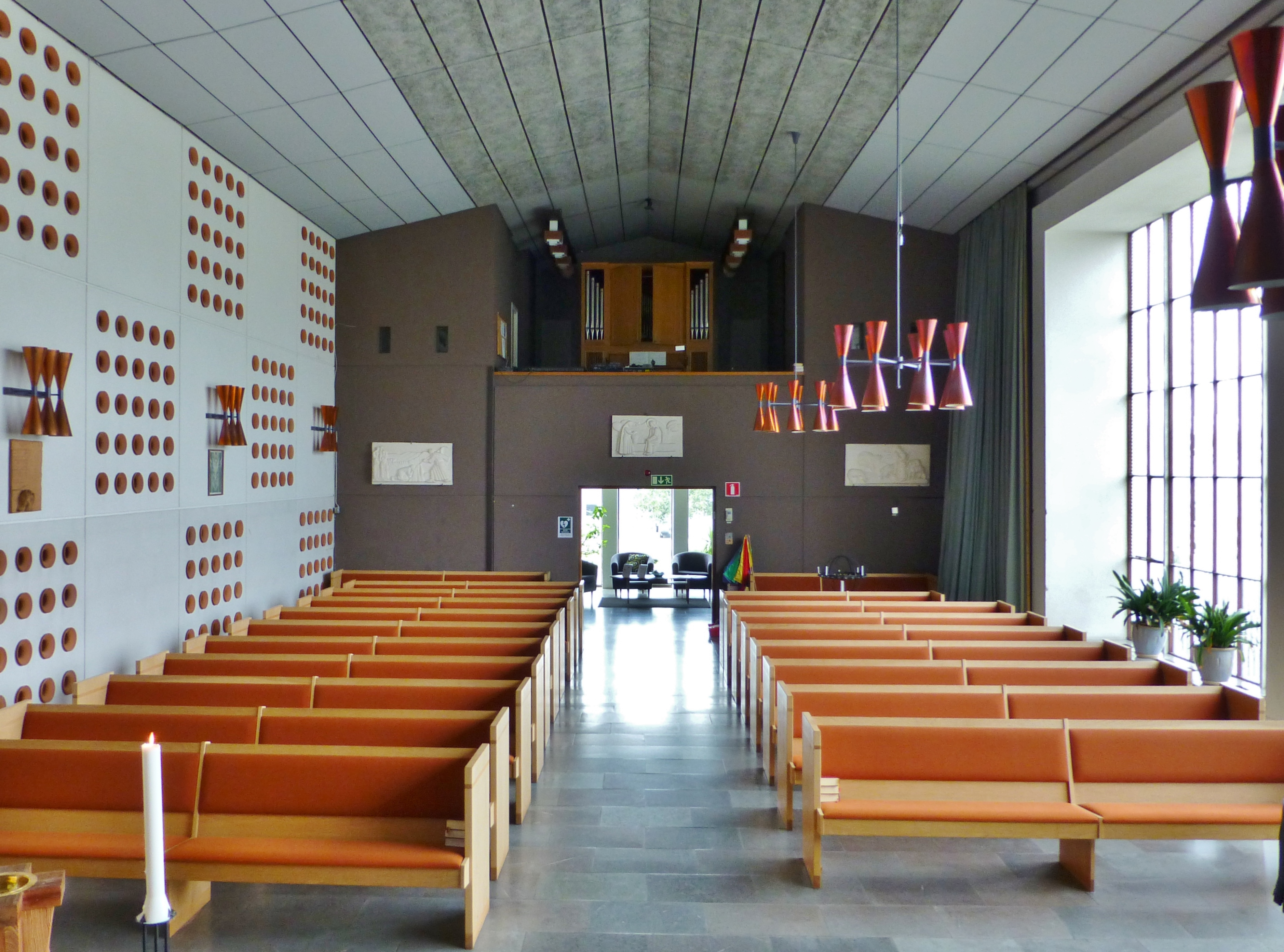
Kyrkorummet med orgelläktaren.
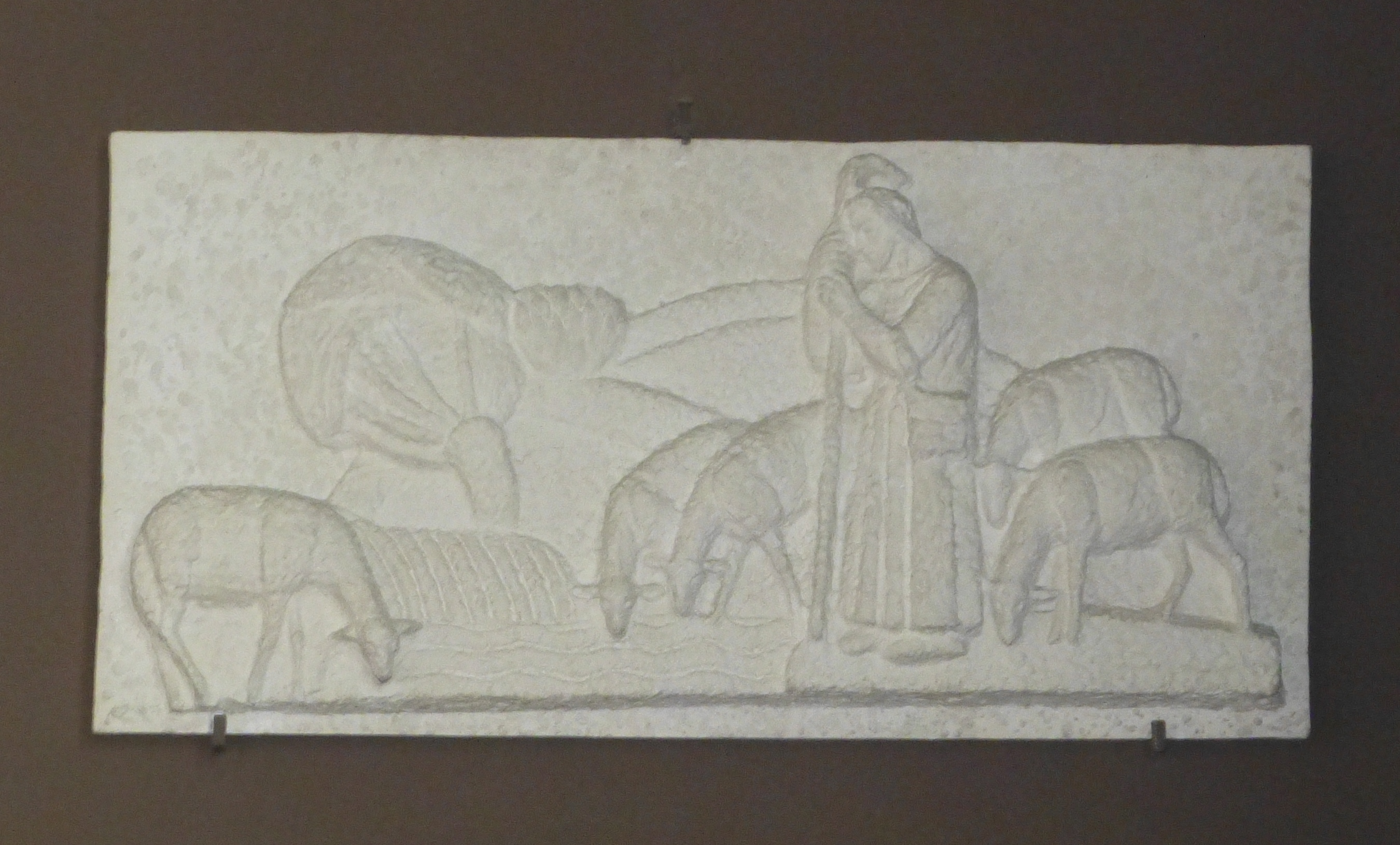
Reliefer av Gunnar Torhamn
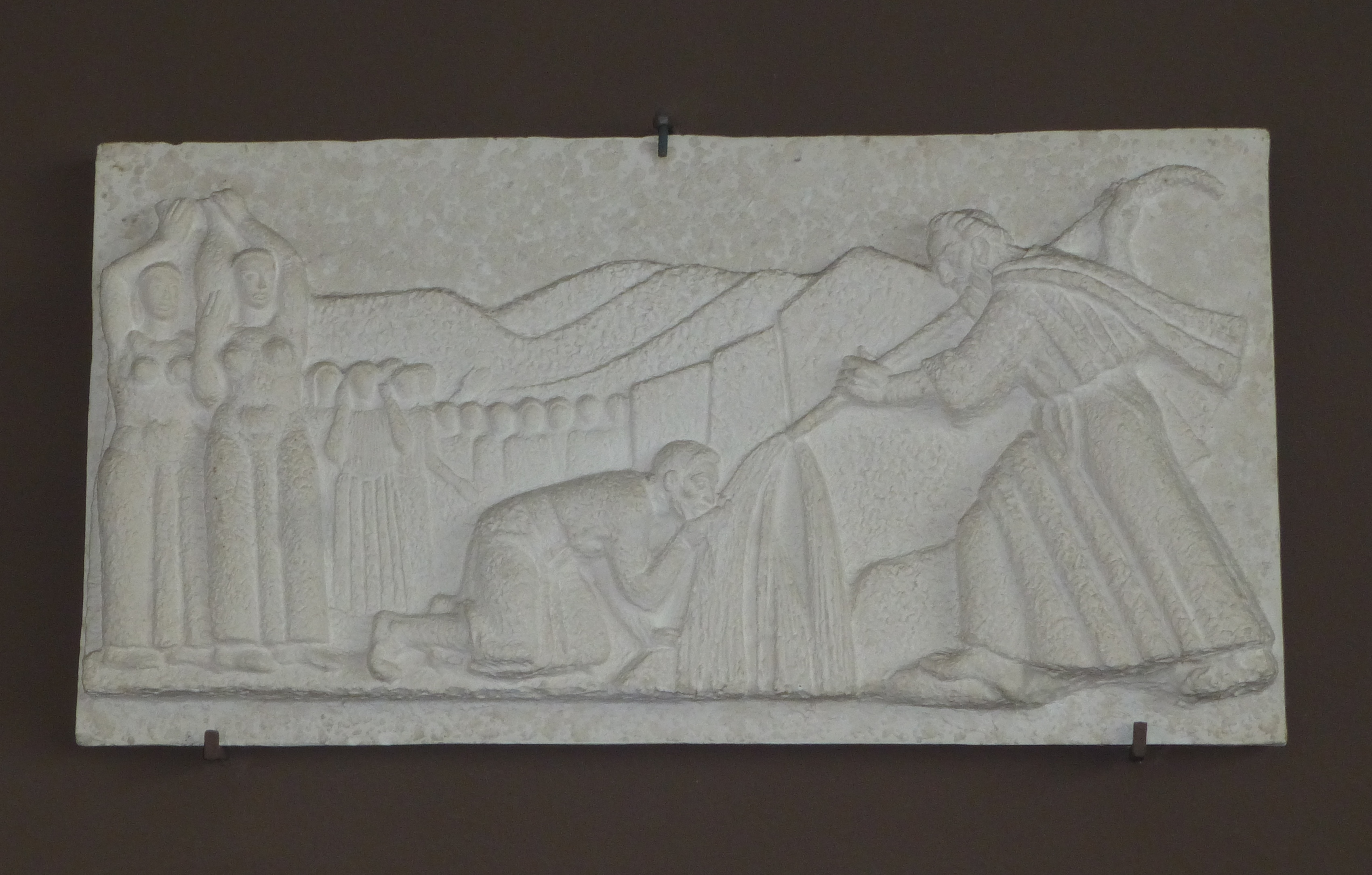